# Stadion SC Mladost
Stadion SC Mladost – stadion piłkarski w Pančevie, w Serbii. Obiekt może pomieścić 2300 widzów. Swoje spotkania rozgrywają na nim piłkarze klubu FK Železničar Pančevo.